# Joël Koffi

a Compétitions nationales et continentales officielles uniquement.

Dernière mise à jour le 18 mai 2021.
Joël Koffi, né le 7 novembre 1984, est un joueur français de rugby à XV évoluant au poste de troisième ligne aile.

## Biographie
Joel Koffi commence le rugby à XV au lycée en sport étude à Issoire[réf. nécessaire]. Il est retenu en sélection Languedoc chez les jeunes[réf. nécessaire]. Repéré par les dirigeants de l'AS Béziers, il accepte le challenge de rentrer au centre de formation du club héraultais[réf. nécessaire].
En 2008, il quitte le club de Béziers et signe un contrat de deux ans avec l'US Dax afin d'évoluer en Top 14.
Avec la relégation du club landais une saison plus tard, il rejoint l'US Montauban.
Avec le dépôt de bilan de la structure professionnelle du club, l'équipe est reléguée en division fédérale un an plus tard ; Koffi quitte ainsi le club et signe en faveur de l'US Carcassonne en Pro D2. Après onze saisons et plus de 250 matchs avec le club audois, Koffi déclare que la saison 2020-2021 serait sa dernière avant sa retraite sportive,.